# Fábrica de bebidas Casa Garay

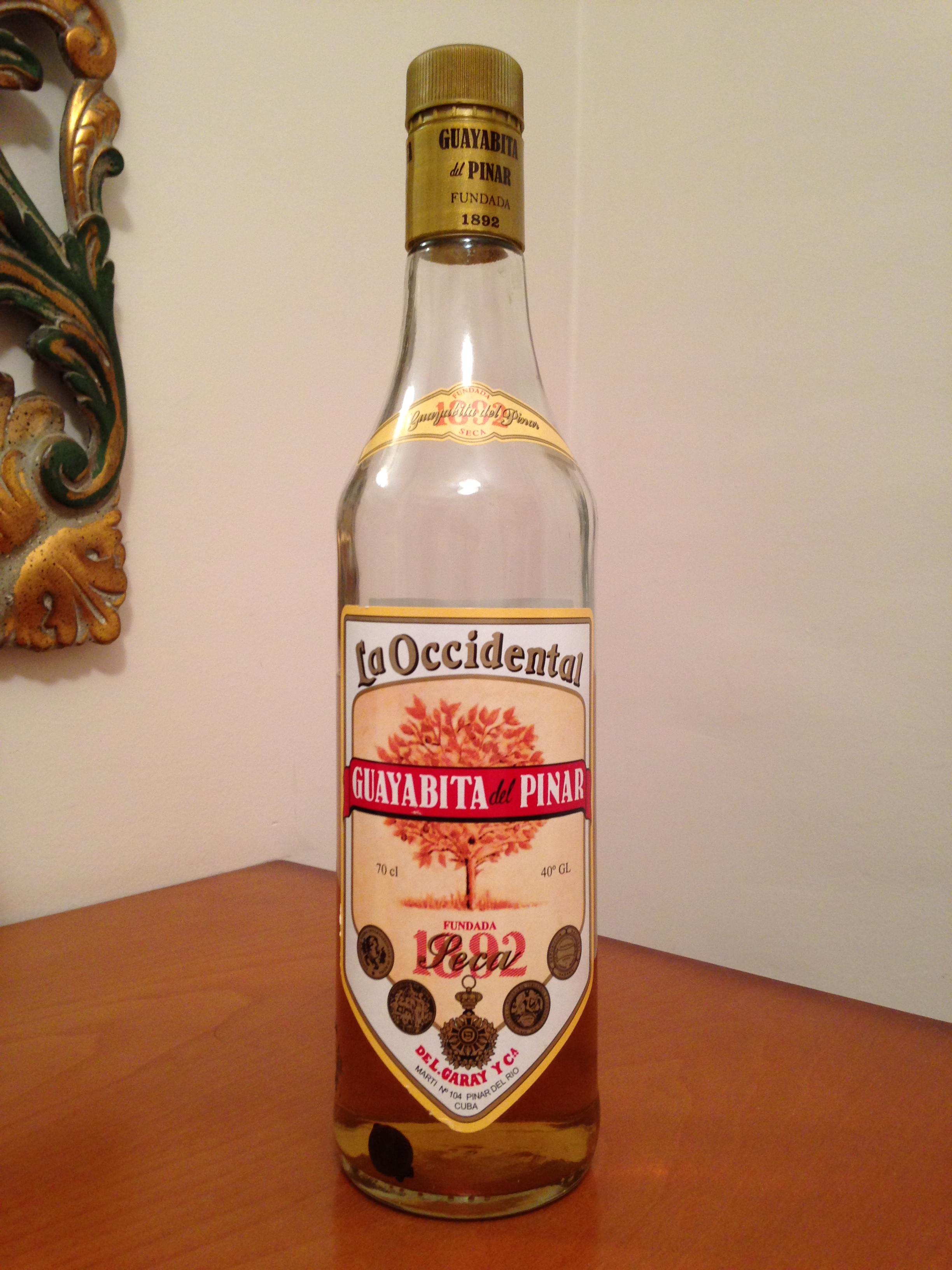
Botella de Guayabita del Pinar

La fábrica de bebidas Casa Garay es una destilería de ron en Pinar del Río en Cuba. Produce el ron llamado "Guayabita del Pinar" desde el año 1892, bebida típica de la provincia realizada con una pequeña guayaba que solamente se cultiva en las montañas del Pinar del Río. 
En 1906 pasó a llamarse "La Occidental" y concurrió a diversos certámenes y concursos tanto nacionales como internacionales logrando varios premios y distinciones entere ellos en 1906 obtuvo el Premio de Comercialización, en 1911, el Premio de la Feria de La Habana, y en 1924, conquistó la Medalla en la Feria de Roma.
La fábrica de bebidas Casa Garay y Compañía, según consta en el Registro Mercantil (tomo 4, folio 165), fue constituida por Lucio Garay Zavala, Salvador Baduel Carrera y Juan Bautista Aguirre el 6 de abril de 1899. Estos socios ya tenían con anterioridad un establecimiento donde fabricaban gaseosa en Pinar del Río en la calle Maceo número 68.
El 10 de febrero de 1900 hay un cambio en la propiedad, quedándose Lucio Garay Zavala a quien se une Gregorio Barón y Llano manteniendo la producción de licores y gaseosas en las instalaciones de la calle Maceo, 68. Tres años después, el 15 de mayo de 1903, abandona sociedad Gregorio Barón y Llano y el 15 de julio de 1905 se une a Domingo Ocejo Gutiérrez para continuar fabricando licores y gaseosa. El 17 de marzo de 1906 se disuelve la Sociedad Mercantil, pasando como propietario universal Lucio Garay Zavala. 
En 1913 "Garay" cambia de ubicación trasladándose a la calle Martí número 116 esquina a Recreo de Pinar del Río. En 1926 se inscribe en el Registro Mercantil la fábrica de gaseosa “La Primitiva” y poco después la fábrica de licores “La Occidental” ambas en la misma ubicación calle de Recreo número 43 entre Sol y Virtudes. Con el tiempo la gaseosa “La Primitiva” se dejó de fabricar para dedicarse en exclusiva a la Guayabita del Pinar.

## La guayabita
Este es producido con el alcohol obtenido de una pequeña guayaba que se cosecha de forma silvestre a la orilla de los pinos de las montañas del Pinar del Río. Estas guayabitas eran vendidas por los campesinos de esas zonas en pequeños catauros. Todas las botellas contienen al menos una de estas guayabas en su interior. Existen dos versiones del Guayabita del Pinar, una es seca, tal cual es el ron, y la otra es dulce, como un licor. En el año 2019 se dejó de fabricar.
Existe un conocido son llamado Guayabita del Pinar en referencia a la citada bebida, que escribió Cándido Fabré, cantante y director de la orquesta cubana Original de Manzanillo, y fue todo un éxito en los años 90 en Cuba. El también cantante cubano radicado en Miami Willy Chirino la incluyó en su repertorio y la grabó en su disco ASERE.